# Лудвигсхее
Лудвигсхее (њем. Ludwigshöhe) општина је у њемачкој савезној држави Рајна-Палатинат. Једно је од 66 општинских средишта округа Мајнц-Бинген. Према процјени из 2010. у општини је живјело 526 становника. Посједује регионалну шифру (AGS) 7339035.

## Географски и демографски подаци
Лудвигсхее се налази у савезној држави Рајна-Палатинат у округу Мајнц-Бинген. Општина се налази на надморској висини од 86 метара. Површина општине износи 3,0 km². У самом мјесту је, према процјени из 2010. године, живјело 526 становника. Просјечна густина становништва износи 176 становника/km².

## Међународна сарадња
| Мјесто   | Држава    | Врста сарадње | Од    |
| -------- | --------- | ------------- | ----- |
| Долче    | Италија   | партнерство   | 1996. |
| Блези Ба | Француска | партнерство   | 1967. |
| Извор    |           |               |       |